# Высоковольтная линия постоянного тока Каприви
Высоковольтная линия постоянного тока Каприви — HVDC-линия, соединяющая подстанцию Zambezi (северо-восточная часть Намибии, Каприви) и подстанцию Gerus в центральной части. В ноябре 2007 года ABB выиграла заказ на 180 миллионов $ от намибийской энергетической компании NamPower на строительство HVDC-системы. Проект предусматривает строительство монополярной линии постоянного тока напряжением 350 кВ, мощностью 300 МВт и длиной 970 км. HVDC-линия выполнена по схеме HVDC Light, с использованием IGBT транзисторов. Предусмотрено расширение пропускной мощности до 600 МВт. Линия также должна связать энергосистемы Намибии, Замбии, Зимбабве, Демократической республики Конго, Мозамбика и ЮАР для создания условий импорта и экспорта электроэнергии. HVDC Каприви должна быть введена в эксплуатацию в конце 2009 года.